# Юнгман, Цтирад
Цтирад Юнгман (чеш. Ctirad Jungmann; род. 20 мая 1959, Прага) — чехословацкий гребец, выступавший за сборную Чехословакии по академической гребле в конце 1970-х — начале 1980-х годов. Победитель и призёр первенств национального значения, участник летних Олимпийских игр в Москве.

## Биография
Цтирад Юнгман родился 20 мая 1959 года в Праге.
Впервые заявил о себе в академической гребле на международном уровне в сезоне 1977 года, когда вошёл в состав чехословацкой национальной сборной и выступил на юниорском мировом первенстве в Тампере, где в зачёте распашных четвёрок без рулевого стал пятым.
В 1979 году стартовал в восьмёрках на чемпионате мира в Дуйсбурге — сумел квалифицироваться лишь в утешительный финал В и расположился в итоговом протоколе соревнований на седьмой строке.
Благодаря череде удачных выступлений удостоился права защищать честь страны на летних Олимпийских играх 1980 года в Москве. В составе экипажа-восьмёрки, куда также вошли гребцы Карел Мейта, Любомир Янко, Павел Певный, Карел Неффе, Душан Вичик, Милан Долечек, Милан Киселый и рулевой Иржи Птак, неудачно выступил на предварительном квалификационном этапе, но через дополнительный отборочный заезд всё же попал в главный финал А, где в конечном счёте финишировал четвёртым, уступив чуть более секунды в борьбе за бронзу команде из Советского Союза.
После московской Олимпиады Юнгман ещё в течение некоторого времени оставался действующим спортсменом и продолжал принимать участие в крупнейших международных регатах. Так, в 1981 году он отметился выступлением на чемпионате мира в Мюнхене, где в зачёте восьмёрок показал шестой результат.